# 新加坡驻华大使馆
新加坡共和國駐中華人民共和國大使館 （英語：Embassy of the Republic of Singapore in the People's Republic of China），簡称新加坡駐華大使馆，是新加坡共和國駐中華人民共和國的外交代表機構，使館設于中華人民共和國首都北京市。

## 新加坡駐華代表與大使
陳海泉自2023年4月28日起为现任新加坡驻华特命全权大使。

## 使馆信息
新加坡驻华大使馆主要处理到华访问的新加坡公民关于常驻、生活、学习和工作的事务。该使馆亦兼辖新加坡在朝鲜的外交事务。

### 工作时间
| 周一到周五                     | 周六及周日 |
| ------------------------------ | ---------- |
| 上午8:30到12:00 下午1:00到5:00 | 休息       |

注：中国公共假期及新加坡国庆日（8月9日）不对外办公。

### 领馆官员
| 职务                    | 姓名   |
| ----------------------- | ------ |
| 大使                    | 陈海泉 |
| 副馆长兼公使衔参赞      | 周溯理 |
| 参赞（行政及领事）      | 陈婷婷 |
| 参赞（政务） 政务处主任 | 林家毅 |
| 参赞                    | 何刚照 |
| 参赞                    | 陈伟平 |
| 一等秘书（政务）        | 王运生 |
| 一等秘书（政务）        | 张瑞灵 |
| 一等秘书（政务）        | 陈思颖 |
| 一等秘书（政务）        | 陈锦瑞 |
| 一等秘书（政务）        | 韩凯光 |
| 一等秘书（政务）        | 林子琨 |
| 一等秘书（行政及领事）  | 翁庆榆 |
| 一等秘书                | 王子敬 |
| 二等秘书 (签证及领事)   | 黄文俊 |
| 二等秘书 (签证及领事)   | 许良意 |
| 三等秘书（行政及领事）  | 林泽丰 |

### 联系方式
| 电话         | +86-10-6532-1115                                          |
| 紧急联络电话 | +86-1391-0755-251                                         |
| 电子邮箱     | singemb_bej@mfa.sg                                        |
| 传真         | +86-10-6532-9405                                          |
| 网站         | https://www.mfa.gov.sg/beijingchi/ （页面存档备份，存于） |